# Gaetano Berenstadt
Gaetano Berenstadt, a volte scritto anche Baerenstadt o Bernstadt (Firenze, 7 giugno 1687 – Firenze, 1734), è stato un cantante castrato italiano, contralto, particolarmente noto oggi per la collaborazione con il compositore Georg Friedrich Händel: Berenstadt interpretò tre opere di quest'ultimo. Al termine della sua carriera, durata 27 anni, Berenstadt aveva cantato in 55 opere, 33 delle quali di nuova composizione.

## Biografia
I genitori di Berenstadt erano tedeschi: il padre era timpanista del Granduca di Toscana. Dopo aver cantato a Napoli e Bologna, Berenstadt visitò Londra nel 1717, dove interpretò il ruolo Argante in una riproposizione del Rinaldo di Händel. La parte originale per basso, cantata da Giuseppe Maria Boschi, fu trasposta per il registro di contralto di Berenstadt e in questa seconda versione il personaggio ebbe tre nuove arie appositamente composte per il cantante.
Dopo essere tornato brevemente in Italia per esibirsi a Roma e a Milano, Berenstadt nel 1722 era di nuovo a Londra nelle file della Royal Academy of Music. Interpretò il ruolo di Tolomeo nel Giulio Cesare in Egitto, di Flavio nell'opera omonima e di Adelberto nell'Ottone, tutte opere di Händel. Cantò anche in opere di Giovanni Bononcini e Attilio Ariosti.
Nel 1724 fece ritorno definitivamente in Italia: nel 1726 cominciò a cantare musica di stile galante a Roma e altre città italiane. Interpretò in prima creazione ruoli in opere di Leonardo Vinci e Johann Adolph Hasse. La sua ultima apparizione su un palcoscenico fu a Firenze nel 1734. A questo punto di lui si perdono le tracce e non si conosce la data esatta della morte. Negli ultimi anni soffriva di reumatismi e si era dedicato alla composizione.
La curiosità che caratterizza questo musico cantore è che non cantò mai nei ruoli principali delle opere teatrali; per contro, pare che Berenstadt fosse un uomo molto colto e amasse studiare. Sono conservate 42 sue lettere, che testimoniano principalmente il suo amore per i libri antichi e rari e per le belle arti: formò una biblioteca molto vasta con molti incunaboli. Il librettista e poeta Apostolo Zeno scrive che possedeva un'eccellente conoscenza dei migliori autori della letteratura italiana e un buon gusto nella poesia e nell'eloquenza.
Il critico musicale del XVIII secolo Charles Burney descrive Berenstadt come "un evirato dalla corporatura molto grossa e ingombrante". Nelle opere interpretava in genere la parte del perfido tiranno, poiché le sue caratteristiche fisiche lo rendevano inadatto a ritrarre un giovane innamorato o una donna, infatti non interpretò mai ruoli femminili. Le arie composte per lui mostrano che la sua voce possedeva una limitata estensione ma era capace di considerevoli virtuosismi: in esse infatti vengono per lo più evitati movimenti a scala, mentre sono più frequenti i salti improvvisi e veloci; i ruoli di Berenstadt presentano una quantità minima di arie lente e patetiche.